# Michał Lisiński
Michał Lisiński (ur. 23 listopada 1914 w Czarnym Dunajcu, zm. 2000 w Sztokholmie) – polski prawnik, dziennikarz, członek ruchu oporu podczas II wojny światowej, działacz niepodległościowy i emigracyjny, publicysta.

## Życiorys
Absolwent Gimnazjum Nowotarskiego oraz Wydziału Prawa Uniwersytetu Jagiellońskiego. Rozpoczętą przez niego aplikacje przerwał w 1939 roku wybuch wojny. zmobilizowany jako oficer rezerwy, w okolicach Lwowa trafił do niewoli sowieckiej. Skierowany do obozu w Kryłowie, uciekł stamtąd po jednym dniu, przebrawszy się za rosyjskiego gońca.
Powrócił na Podhale, a następnie w listopadzie 1939 roku przez Słowację, Węgry, Jugosławię oraz Włochy przedostał się do Francji. Walczył w szeregach Wojska Polskiego we Francji i tam został wzięty do niewoli niemieckiej. Więziono go w oflagach na terenie Bawarii oraz Austrii, skąd udało mu się zbiec i przedostać do Budapesztu. Skontaktowawszy się z polskim sztabem, otrzymał zadanie przedostania się do polskiej ambasady w Ankarze. Celem jego realizacji, znalazł się na terenie Jugosławii, gdzie zastała go agresja niemiecko-włosko-bułgarska na ten kraj. Tam trafił ponownie do niewoli niemieckiej i został uwięziony w obozie pod Belgradem. Wkrótce potem obóz został przeniesiony do Norwegii, a jego więźniowie zaczęli pracować przy budowie umocnień Wału Atlantyckiego. 
W Norwegii przebywał do maja 1944 roku, kiedy to udało mu się zbiec i przedostać do Szwecji. Tam trafił na krótko do obozu dla uchodźców we Flosbergu koło Gävle. Nawiązał też kontakt z przedstawicielami polskich władz w Szwecji i otrzymał zadanie kontrolowania niemieckiej prasy trafiającej do tego kraju, celem wyszukiwania informacji mogących mieć znaczenie dla aliantów. Kiedy w styczniu 1945 roku zginął porucznik Lucjan Masłocha - szef polskiej siatki wywiadowczej w Danii, Lisicki został skierowany na jego miejsce do Kopenhagi, gdzie zastał go koniec wojny.
Po powrocie do Szwecji, w latach 1945-1946 redagował wychodzące tam "Wiadomości Polskie", a następnie pracował w Tymczasowym Komitecie Skarbowym dla Spraw Polskich (Interim Treasury Committee for Polish Questions). Z chwilą powstania Radia Wolna Europa, Lisiński rozpoczął pracę w tej rozgłośni - sztokholmskim korespondentem RWE pozostał aż do przejścia na emeryturę. Współorganizował również polskie organizacje: Polski Związek byłych Więźniów Politycznych oraz Radę Uchodźstwa Polskiego w Szwecji oraz był członkiem Zrzeszenia Wolność i Niezawisłość (tzw. "kanał szwedzki"). W tym okresie rozpoczęły się próby zwerbowania Lisińskiego przez Służbę Bezpieczeństwa, które trwały aż do 1970 roku. Nie odniosły one rezultatu, a sprawę ostatecznie zamknięto w 1981 roku. 
Po tzw. odwilży październikowej uruchomiono m.in. rejsy do Szwecji, wykonywane przez statek MS Mazowsze. Tą drogą dotarło do Skandynawii i pozostało tam wiele osób, m.in. przedstawicieli inteligencji i kultury. Wśród nich była m.in. Irena Świt-Ihnatowicz - gospodyni Czesława Bąbińskiego, pełniącego w latach 1952-1956 funkcję Ministra Budownictwa Przemysłowego. Z nią to Lisiński nagrał cykl audycji pt. "Jak żyje nowa klasa w Polsce", ukazujących rzeczywiste różnice pomiędzy poziomem życia klasy rządzącej w Polsce a pozostałymi obywatelami.
W latach 60. XX wieku włączył się w reaktywowanie w Szwecji Polskiej Partii Socjalistycznej (podczas studiów w Krakowie był członkiem bojówki PPS). Przez dwie kadencje pełnił funkcję prezesa partii oraz był reaktorem wydawanego w Sztokholmie w latach 1969-1987 "Biuletynu Socjalisty". Po rozpadzie emigracyjnego PPS w 1960 roku opowiedział się po stronie Centralnego Komitetu Odbudowy PPS, kierowanego przez Adama Ciołkosza. Był również członkiem Polskiego Ruchu Wolnościowego Niepodległość i Demokracja oraz współpracownikiem szwedzkiej sekcji Amnesty International. 
Publikował m.in. w paryskiej "Kulturze" (zamieścił tam m.in. fragmenty nigdy nie ukończonej powieści poetyckiej pt. "Grota"). Tłumaczył na język szwedzki polską poezję i prozę. Wraz z Kanadyjczykiem Kennedy Wellsem otoczył opieką przybyłego do Szwecji w 1971 roku Edwarda Bucę - byłego żołnierza Armii Krajowej i więźnia sowieckich łagrów. Dzięki nim udało się spisać wspomnienia Bucy, przetłumaczyć je na język angielski i wydać w 1976 roku w Londynie pt. "Vorkuta". Sam Lisiński był również autorem dwóch powieści, wydanych na emigracji: "Kamieniec" (1987) oraz "Czarownica" (1990).
W 1991 roku został odznaczony przez Prezydenta RP Lecha Wałęsę Krzyżem Komandorskim Orderu Odrodzenia Polski.